# راتمانسدورف
راتمانسدورف (به آلمانی: Rathmannsdorf) یک روستا و شهر در آلمان است که در زکزیشه شوایتس-اوسترتسگبیرگه واقع شده‌است. راتمانسدورف ۱٬۱۲۱ نفر جمعیت دارد.